# Björn Runström
Björn Sandro Runström (født 1. marts 1984 i Stockholm, Sverige) er en svensk tidligere fodboldspiller, som blandt andet har spillet for Odense Boldklub i 2008-2011. Han sluttede sin karriere med en tilbagevenden til Hammarby IF for slutteligt at spille en halv sæson for amerikanske New England Revolution i 2012. I løbet af sin karriere nåede han at spille på Sveriges U21-landshold samt en masse klubhold. Han spillede af flere omgange i Hammarby IF.